# Lucas Plapp
Lucas Plapp   (Melbourne, 25 de desembre de 2000), també conegut com a Luke Plapp, és un ciclista australià, professional des del 2022, quan fitxà per l'Ineos Grenadiers. El 2024 firmà un contracte de quatre anys amb l'equip australià Team Jayco AlUla. Combina el ciclisme en pista amb la carretera.
El 2021 va prendre part als Jocs Olímpics d'Estiu de Tòquio, on va guanyar la medalla de bronze en la prova de persecució per equips del programa de ciclisme. Formà equip amb Leigh Howard, Kelland O'Brien, Sam Welsford i Alexander Porter.
En el seu palmarès en ruta destaca el campionat nacional en contrarellotge del 2021, 2024 i 2025 i el campionat en ruta del 2022, 2023 i 2024.

## Palmarès
- 2018
  -  Campió d'Oceania de contrarellotge júnior
  -  Campió d'Austràlia de contrarellotge júnior
- 2019
  - Vencedor d'una etapa al Tour dels Tròpics
- 2020
  -  Campió d'Austràlia de contrarellotge sub-23
- 2021
  -  Campió d'Austràlia de contrarellotge
  - Vencedor d'una etapa al Santos Festival of Cycling
- 2022
  -  Campió d'Austràlia en ruta
  - Vencedor d'una etapa al Tour de Bright
- 2023
  -  Campió d'Austràlia en ruta
  - 1r al Tour de Bright i vencedor de dues etapes
- 2024
  -  Campió d'Austràlia en ruta
- 2025
  -  Campió d'Austràlia de contrarellotge
- 2025
  - Vencedor d'una etapa a la Volta a Grècia
  - Vencedor d'una etapa al Giro d'Itàlia

### Resultats al Giro d'Itàlia
- 2024. 52è de la classificació general
- 2025. Abandona a la 17a etapa, vencedor de la 8a etapa

### Resultats a la Volta a Espanya
- 2022. 95è de la classificació general

### Resultats al Tour de França
- 2025. 121è de la classificació general